# Producte (màrqueting)
Un producte, a màrqueting, és qualsevol objecte que pot ser ofert a un mercat que pugui satisfer un desig o una necessitat. Tanmateix, és molt més que un objecte físic. És un complet conjunt de beneficis o satisfaccions que els consumidors perceben quan compren; és la suma dels atributs físics, psicològics, simbòlics i de servei. Un producte també pot ser comprès com un producte industrial, és a dir, el resultat obtingut en un procés de fabricació, elaboració o confecció.

## Tipus de productes

### Primera matèria
Les primeres matèries són productes que s'extreuen de la natura directament, per a éssers passades per diferents processos de transformació per tal de transformar-les en productes semielaborats o en béns directament per consumir. En la indústria, les indústries que fan aquest tipus de treballs, són les indústries de base (Tipus d'indústries).

### Producte semielaborat
Els productes semielaborats són aquells béns que han passat per una primera transformació a partir de primeres matèries, però no està acabat del tot, és un producte que necessita un segon tractat per a transformar-lo en un producte final, o un producte acabat, que complementi a un altre.

### Producte final
El producte final és aquell bé que obtenim finalment després de tot aquest seguit de transformacions, i que ja està llest per consumir, o bé, comercialitzar.

## Atributs i beneficis del producte
Els atributs són característiques específiques que presenta un producte.
Els beneficis corresponen al resultat esperat per la demanda en fer ús dels atributs del producte.
De manera general, la demanda sol interessar-se més pels beneficis que pels atributs.
S'estima que existeixen 2.81 X 10^18 (2.81 trilions) de combinacions potencialment valuoses per configurar productes, explicant amb això la gran quantitat de productes fallits al mercat, generats per prova i error. Per això s'emfatitza la importància de configurar l'oferta amb criteris tècnics (innovació i recerca de mercat i enginyeria) i posteriorment traduir-los en propostes de valor que integrin ordenadament els requisits, diferenciadors i generadors de preferència més rellevants per a la demanda.

## Cicle de vida del producte

### Fase d'introducció
El nou producte és amb prou feines conegut i les vendes inicials són baixes. Per això, les empreses realitzen grans inversions publicitàries, la qual cosa comporta un increment dels costos i l'encariment del producte. L'empresa obté pèrdues en aquesta etapa.

### Fase de creixement
Si el producte té èxit, les vendes s'incrementen ràpidament. Altres empreses de la competència comencen a produir el bé i la seva oferta augmenta. En aquesta fase, les empreses tracten de diferenciar els seus productes dels de la competència, per augmentar les seves vendes. L'ús del bé o del servei es generalitza entre els consumidors.

### Fase de maduresa
Quan un producte està en la seva fase de maduresa, la majoria dels consumidors potencials ja el posseeixen i la demanda s'estanca. Les empreses, davant l'escassa demanda, tracten de reduir els costos per mantenir el marge de beneficis.

### Fase de declivi
El producte està a prop de la seva fi. La demanda es redueix i les empreses abarateixen les restes que encara els queden en el magatzem i es concentren en la creació d'altres béns substitutius o diferents. Finalment, el producte és retirat del mercat.